# Spiroctenus pectiniger
Spiroctenus pectiniger là một loài nhện trong họ Nemesiidae.
Spiroctenus pectiniger được miêu tả năm 1903 bởi Simon.